# 上越港
新潟県上越市にある港だとすると、もしかして
- 直江津港

ではありませんか？